# Mimi (film, 2002)
Pour les articles homonymes, voir Mimi.
Pour plus de détails, voir Fiche technique et Distribution.
Mimi est un documentaire français réalisé par Claire Simon, sorti en 2002.

## Synopsis
Un documentaire sur la vie de Mimi Chiola, selon Claire Simon, la réalisatrice, qui la connaît depuis longtemps...

## Fiche technique
- Titre : Mimi
- Réalisatrice : Claire Simon
- Scénario : Claire Simon
- Cadre : Claire Simon
- Directeur de la photo : Michel Dunan
- Son : Pierre Armand
- Mixage : Jean-Pierre Laforce
- Montage Image : Claire Simon, Julie Pelat, Michel Toesca
- Montage Son : Jean Mallet
- Musique : Diego Origlia et Mohamed Mokhtari
- Production : Maïa Films
- Distribution : Pirates
- Genre : documentaire
- Durée : 107 minutes
- Sortie : 2002

## Distribution
- Mimi Chiola : elle-même
- Diego Origlia : lui-même
- Mohamed Mokhtari : lui-même
- Didier Conti : l'amateur de trains
- Michael Melikian : le chanteur arménien / le vendeur de thé / le capitaine grec
- François Cavallo, Victoire Salvini, Philippe Bouillon, Valérie Bouricand : les rappeurs d'Acid Union